# Sämänätorismus
Der Sämänätorismus (rumänisch Sămănătorism oder Semănătorism, wörtlich: „Sämannsbewegung“) war hauptsächlich von 1901 bis etwa 1910 eine patriarchalisch ausgerichtete Ideologie und literarische Strömung im Königreich Rumänien. Hauptvertreter der volksfreundlich-traditionalistisch orientierten Bewegung war Nicolae Iorga.

## Grundzüge

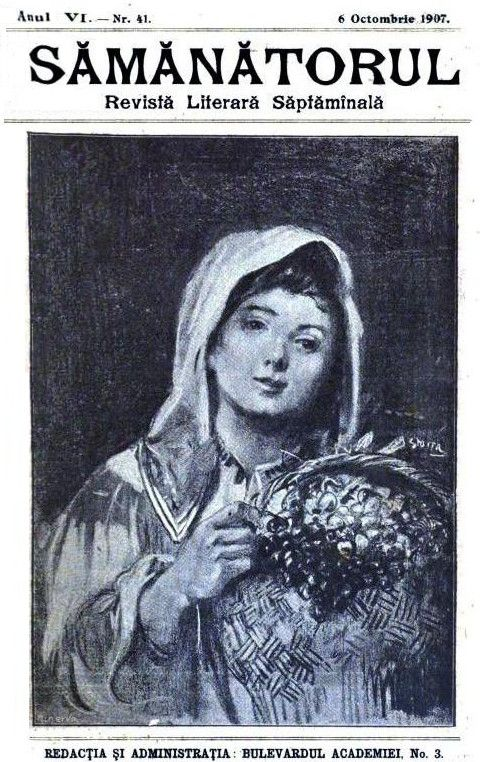
Zeitschrift Sămănătorul, Der Sämann, Ausgabe vom 6. Oktober 1907

Auslöser der Bewegung war der fünfteilige Zyklus von Duiliu Zamfirescu „Roman der Comâneșteanus“ (rumänisch Romanul Comâneștilor), das erste große epische Porträt der rumänischen Gesellschaft. Hierin plädierte Zamfirescu für eine patriarchische Gesellschaft und die Symbiose zwischen fortschrittlichen Großgrundbesitzern und Bauern. Der Sämänätorismus machte dies dann zu seinen Hauptforderungen.
Zu Beginn des 20. Jahrhunderts gruppierte sich eine Reihe von rumänischen Schriftstellern um die vom Verleger und Historiker Nicolae Iorga (1871–1940) mit herausgegebene Zeitschrift Sămănătorul (deutsch „Der Sämann“) und um die von dem Vertreter des Poporanismus Garabet Ibrăileanu editierte Zeitung Viața Românească (deutsch „Rumänisches Leben“) als Organe populistischer Literaturtheorie und Literatur.
Der unter Iorga entwickelte Sämänätorismus war von national orientierter, dem bäuerlichen Leben zugewandter Literatur geprägt. Der Poporanismus, im Russischen Kaiserreich als Narodniki bekannt, war eine parallele Strömung, die von Ibrăileanu, Constantin Stere und Constantin Dobrogeanu-Gherea beeinflusst wurde. Diese traten für eine bäuerliche Demokratie ein und forderten von den Intellektuellen des Landes, die Interessen der Bauern, die in der rumänischen Bevölkerung einen mehrheitlichen Anteil von 80 Prozent hatten, wahrzunehmen und zu vertreten.
Iorga wandte sich gegen die Ausbeutung der Bauern durch Großgrundbesitzer, gegen kapitalistische Trusts und Monopole und die Vorherrschaft des Fremdkapitals, sowie gegen „eigensüchtige“ Politiker. Er trat zudem für eine in der „reinen“, autochthonen, volkstümlichen Tradition verankerte Pflege der rumänischen Sprache und rumänischen Kultur ein. Wiederholt kritisierte Iorga scharf die kosmopolitischen Moden und Tendenzen in den städtischen Oberschichten des Landes, denen er vorwarf, mit ihrer kritiklosen Reverenz westlichen, insbesondere französischen Kulturmodellen gegenüber die nationale Eigenart preiszugeben. Er kritisierte hierbei die Überfremdung der rumänischen Sprache der „vornehmen Gesellschaft“ durch ausgeprägte Anleihen an die französische Sprache.
Iorga wollte ein Aufleben des Nationalismus Mihai Eminescus der 1870er und 1880er Jahre in neuer Form. Die Bewegung forderte Barrieren zur Abschirmung des rumänischen Kulturlebens gegen ausländische Einwirkungen geistiger und zivilisatorischer Art. Es entwickelte sich ein sozialer Mystizismus, der über die Bewegung des Sämänätorismus hinweg auf die Intellektuellen- und Politikergeneration von 1900 insgesamt übergriff. Die mitunter überhitzt geführte Diskussion über das rumänische Geistesleben der Zeit von etwa 1900 bis zum Ersten Weltkrieg war oft von zu Chauvinismus ausartendem Nationalismus geprägt. Diese Erscheinung war Teil eines gesamteuropäischen Phänomens dieser Zeit und erhielt durch die ungelöste Siebenbürgenfrage zusätzlichen Auftrieb.
Im Geiste dieser Strömung entstanden die Werke der Lyriker Ștefan Octavian Iosif (1875–1913), Octavian Goga (1881–1938) sowie der Prosaschriftsteller Calistrat Hogaș (1847–1919), Ion Alexandru Brătescu (1868–1946), Gala Galaction (1879–1961), Ion Agârbiceanu (1882–1963) und Mihail Sadoveanu.
Im Bauernaufstand in Rumänien 1907 protestierten die rumänischen Bauern gegen ihre Lebens- und Arbeitsbedingungen und gegen die in ihren Augen ungerechte Verteilung des Landbesitzes.
Iorga war von 1931 bis 1932 rumänischer Ministerpräsident. Nach Differenzen innerhalb der Nationalistischen Volkspartei (rumänisch Partidul Naționalist al Poporului) gründete er 1932 seine Nationalistische Demokratische Partei (rumänisch Partidul Naționalist Democrat). Er wurde am 27. November 1940 nach publizistischen Angriffen auf die rechtsextreme Eiserne Garde von Legionären ermordet.
Die Gegenströmung zum Sämänätorismus und Poporanismus war der rumänische Symbolismus, angeführt von seinem Theoretiker Ovid Densusianu (1873–1938). Als Angehöriger des gebildeten städtischen Bürgertums wandte er sich entschieden gegen den ausgeprägten Nationalismus dieser Zeit. Der Symbolismus vertrat die städtische Zivilisation und die Kultiviertheit.